# エリック・ローゼングレン
エリック・ローゼングレン（英: Eric S. Rosengren、1957年6月3日 - ）は、アメリカ合衆国のボストン連邦準備銀行の第13代総裁。連邦公開市場委員会の代理委員を務める。

## 経歴
ニュージャージー州リッジウッド生まれ。コルビー大学を卒業し経済学学士号取得。1984年、ウィスコンシン大学マディソン校で経済学博士号取得。1985年に調査部所属エコノミストとしてボストン連邦準備銀行に入行。2007年7月23日からボストン連邦準備銀行総裁
。